# 현대 (기업)
현대(現代)는 정주영이 세운 대한민국의 기업집단으로, 구조조정과 경영권 분쟁등을 겪으면서 현대그룹에서 현대자동차, 현대중공업 등이 완전히 분리되었다.

## 현대 계열 분리
현대계열의 그룹사들간의 분리는 IMF 구제금융사건이 발생한 이후 구조조정이 이루어지며 완전히 분리되었다. 창업자인 정주영 회장이 아들들에게 각 계열사별로 지분을 승계하였고 이러한 상황에서 벌어진 소위 '왕자의 난'이라고 불리는 경영권 분쟁 등이 발생하면서 계열사들간 그룹의 분리가 심화되었다.

### 경영권 분쟁
정주영이 명예회장으로 경영 일선에서 물러나고, 1998년에 정몽헌이 정몽구와 함께 그룹 공동회장으로 발령이 나면서 둘 사이의 경영권 분쟁은 심화되었다. 당시 정몽헌은 그룹 주요 계열사인 현대전자, 현대상선, 현대건설, 현대종합상사 등 현대의 주요 계열사들을 차례대로 맡아오면서 그룹 내 입지를 넓혀가고 있었고 세간에서는 사실상 현대그룹의 후계자 지위를 확보한 것으로 추측했다. 현대정공, 현대산업개발 등을 맡고 있던 정몽구는 1999년 기아자동차 인수 후 이듬해 현대산업개발을 정세영에게 넘기는 대신 현대자동차의 경영권을 완전히 장악하였다.
현대그룹의 후계자가 되기 위한 양측의 경쟁은, 2000년 당시 현대증권 이익치 CEO의 인사문제로 인해 심화되었다. 정몽헌이 해외출장 중일 때 금융업으로 세력을 확장하려던 정몽구 측이 일방적으로 정몽헌의 측근이었던 이익치를 고려산업개발로 전보하는 인사를 발표했으나 정주영에 의해 계획이 무산되었고, 결국 이 사건으로 정몽구가 그룹 회장직에서 물러나고 정몽헌이 현대그룹의 단독회장이 됨으로 인해 경영권 분쟁이 종료되었다.

## 범 현대가
범 현대가를 보면 현대그룹, 현대자동차그룹, 현대중공업그룹, 현대백화점그룹, HL그룹, KCC그룹, HDC그룹, 현대해상화재보험그룹, 현대종합금속 등이 존재한다. KCC그룹은 정주영의 막내동생인 정상영이 명예회장으로 있다. 한국프랜지공업은 현대그룹은 아니지만 정주영의 여동생의 남편이 운영했었다. 현대그룹의 계열사는 아니었지만 범 현대가라 할 만하다. 현대오일뱅크는 외국자본에 인수되었으나 2009년 11월 국제중재재판소의 판결에 의해 현대중공업그룹으로 다시 편입되었다.
- 현대그룹 : 현대엘리베이터, 현대아산, 현대무벡스, 현대투자파트너스, 현대경제연구원, 현대인재개발원
- 현대자동차그룹 : 현대자동차, 기아, 현대위아, 현대건설, 현대트랜시스, 현대엔지니어링, 현대모비스, 현대제철, 현대로템, 현대오토에버, 현대케피코, 현대카드, 현대캐피탈, 현대글로비스, 현대비앤지스틸, 전북 현대 모터스, 기아 타이거스
- HD현대 : HD현대중공업, 현대미포조선, 현대삼호중공업, HD현대오일뱅크, HD현대인프라코어 아산나눔재단, 울산 HD FC
- 현대백화점그룹 : 현대백화점, 현대홈쇼핑, 현대HCN, 현대미디어, 현대드림투어, 현대그린푸드, 현대LED, 현대F&G, 현대DSF, 현대쇼핑, 한섬, 현대리바트, 현대L&C
- HDC그룹 : HDC현대산업개발, HDC현대EP, HDC아이파크몰, HDC호텔, HDC영창, HDC아이콘트롤스, HDC자산운용
- 현대해상화재보험그룹 : 현대해상화재보험, 현대해상손해사정, 현대HDS, 현대C&R, 현대인베스트먼트자산운용
- HL그룹 : HL디앤아이한라, HL만도, 한라스택플, 한라마이스터, 한라엔컴, 한라I&C
- KCC그룹 : KCC, KCC건설, 금강레저, KCC글라스, 전주 KCC 이지스
- 현대종합금속
- 한국프랜지공업

## 가계도
- 창립자 정주영 : 전 현대그룹 명예회장
  - 장남 정몽필 : 전 인천제철 회장
  - 차남 정몽구 : 前 현대자동차그룹 회장
    - 손녀 정성이 : 현대자동차그룹 이노션 고문
    - 손녀 정명이 : 현대자동차그룹 현대커머셜 고문
    - 손자 정의선 : 現 현대자동차그룹 회장
    - 손녀 정윤이 : 현대자동차그룹 해비치호텔앤드리조트 전무

  - 삼남 정몽근 : 현대백화점그룹 명예회장
    - 손자 정지선 : 현대백화점그룹 회장
    - 손자 정교선 : 현대백화점그룹 부회장

  - 사남 정몽우 : 전 현대알루미늄 회장
    - 손자 정일선 : 현대자동차그룹 현대비앤지스틸 사장
    - 손자 정문선 : 현대자동차그룹 현대비앤지스틸 전무
    - 손자 정대선 : 현대비에스앤씨 대표이사

  - 오남 정몽헌 : 전 현대그룹 회장
  - 자부 현정은 : 현대그룹 회장
  - 육남 정몽준 : 현대중공업그룹 대주주
    - 손자 정기선 : 현대중공업그룹 현대중공업 부장

  - 칠남 정몽윤 : 현대해상화재보험그룹 현대해상화재보험 회장
    - 손자 정경선 : 루트임팩트 대표

  - 팔남 정몽일 : 현대기업금융 회장
- 남동생 정인영 : 전 한라그룹 명예회장
  - 조카 정몽국 : 엠티인더스트리 회장
  - 조카 정몽원 : 한라그룹 회장
- 남동생 정순영 : 전 성우그룹 명예회장
  - 조카 정몽석 : 현대종합금속 회장
  - 조카 정몽훈 : 성우전자 회장
  - 조카 정몽용 : 현대성우오토모티브코리아 회장
- 여동생 정희영
- 매제 김영주 : 전 한국프랜지공업 명예회장(서한그룹)
  - 조카 김윤수 : 한국프랜지공업 회장
  - 조카 김근수 : 후성그룹 후성 회장
- 남동생 정세영 : 전 HDC그룹 HDC현대산업개발 명예회장
  - 조카 정몽규 : HDC그룹 HDC현대산업개발 회장
- 남동생 정신영 : 전 동아일보 기자
- 제수 장정자 : 현대학원 이사장
  - 조카 정몽혁 : 현대종합상사 회장
- 남동생 정상영 : KCC그룹 명예회장
  - 조카 정몽진 : KCC그룹 KCC 회장
  - 조카 정몽익 : KCC그룹 KCC 사장
  - 조카 정몽열 : KCC그룹 KCC건설 사장

## 같이 보기
- 정주영
- 현대그룹